# Premiul Mainichi pentru cel mai bun film
Premiul Mainichi pentru cel mai bun film este acordat din 1946 pentru cel mai bun film japonez al anului.
| An   | Film                              | Regizor                        |
| ---- | --------------------------------- | ------------------------------ |
| 1946 | Aru yo no Tonosama                | Teinosuke Kinugasa             |
| 1947 | Ima Hitotabi no                   | Heinosuke Gosho                |
| 1948 | Îngerul beat (Yoidore tenshi)     | Akira Kurosawa                 |
| 1949 | Banshun                           | Yasujirō Ozu                   |
| 1950 | Mata au hi made                   | Tadashi Imai                   |
| 1951 | Meshi                             | Mikio Naruse                   |
| 1952 | Ikiru                             | Akira Kurosawa                 |
| 1953 | Nigorie                           | Tadashi Imai                   |
| 1954 | Nijushi no Hitomi                 | Keisuke Kinoshita              |
| 1955 | Ukigumo                           | Mikio Naruse                   |
| 1956 | Umbre în plină zi                 | Tadashi Imai                   |
| 1957 | Kome                              | Tadashi Imai                   |
| 1958 | Balada de la Narayama             | Keisuke Kinoshita              |
| 1959 | Kiku to Isamu                     | Tadashi Imai                   |
| 1960 | Otōto                             | Kon Ichikawa                   |
| 1961 | Ningen no jôken                   | Masaki Kobayashi               |
| 1962 | Harakiri                          | Masaki Kobayashi               |
| 1963 | Cerul și iadul                    | Akira Kurosawa                 |
| 1964 | Femeia nisipurilor                | Hiroshi Teshigahara            |
| 1965 | Barbă Roșie                       | Akira Kurosawa                 |
| 1966 | Shiroi Kyotou                     | Satsuo Yamamoto                |
| 1967 | Ultimul samurai                   | Masaki Kobayashi               |
| 1968 | Kamigami no fukaki yokubô         | Shohei Imamura                 |
| 1969 | Shinjū: Ten no Amijima            | Masahiro Shinoda               |
| 1970 | Kazoku                            | Yoji Yamada                    |
| 1971 | Chinmoku                          | Masahiro Shinoda               |
| 1972 | Shinobu Kawa                      | Kei Kumai                      |
| 1973 | Tsugaru Jongarabushi              | Kōichi Saitō                   |
| 1974 | Castelul de nisip                 | Yoshitaro Nomura               |
| 1975 | Kaseki                            | Masaki Kobayashi               |
| 1976 | Fumou Chitai                      | Satsuo Yamamoto                |
| 1977 | Batista galbenă                   | Yoji Yamada                    |
| 1978 | Jiken                             | Yoshitaro Nomura               |
| 1979 | Ah! Nomugi Toge                   | Satsuo Yamamoto                |
| 1980 | Kagemusha                         | Akira Kurosawa                 |
| 1981 | Doro no kawa                      | Kōhei Oguri                    |
| 1982 | Kamata kôshinkyoku                | Kinji Fukasaku                 |
| 1983 | Crăciun fericit domnule Lawrence! | Nagisa Oshima                  |
| 1984 | W no higeki                       | Shinichiro Sawai               |
| 1985 | Haos                              | Akira Kurosawa                 |
| 1986 | Umi to Dokuyaku                   | Kei Kumai                      |
| 1987 | Marusa no onna                    | Juzo Itami                     |
| 1988 | Vecinul Totoro                    | Hayao Miyazaki                 |
| 1989 | Ploaia neagră (黒い雨, Kuroi ame) | Shohei Imamura                 |
| 1990 | Shonen jidai                      | Masahiro Shinoda               |
| 1991 | Musuko                            | Yoji Yamada                    |
| 1992 | Shiko funjatta                    | Masayuki Suo                   |
| 1993 | Tsuki wa Dotchi ni Dete Iru       | Yoichi Sai                     |
| 1994 | Zenshin shōsetsuka                | Kazuo Hara                     |
| 1995 | Gogo no Yuigon-jo                 | Kaneto Shindo                  |
| 1996 | Dansăm?                           | Masayuki Suo                   |
| 1997 | Prințesa Mononoke                 | Hayao Miyazaki                 |
| 1998 | Ai o kou hito                     | Hideyuki Hirayama              |
| 1999 | Poppoya                           | Yasuo Furuhata                 |
| 2000 | Kao                               | Junji Sakamoto                 |
| 2001 | Călătoria lui Chihiro             | Hayao Miyazaki                 |
| 2002 | Un samurai în amurg               | Yoji Yamada                    |
| 2003 | Akame shijūyataki shinjūmisui     | Genjiro Arato                  |
| 2004 | Sânge și oase                     | Yoichi Sai                     |
| 2005 | Lovitura de cap                   | Kazuyuki Izutsu                |
| 2006 | Indecizie                         | Miwa Nishikawa                 |
| 2007 | Soredemo boku wa yattenai         | Masayuki Suo                   |
| 2008 | Plecări                           | Yōjirō Takita                  |
| 2009 | Shizumanu Taiyō                   | Setsurō Wakamatsu              |
| 2010 | Akunin                            | Lee Sang-il                    |
| 2011 | Ichimai no hagaki                 | Kaneto Shindo                  |
| 2012 | Tsui no shintaku                  | Masayuki Suo                   |
| 2013 | Fune wo amu                       | Yuya Ishii                     |
| 2014 | Watashi no otoko                  | Kazuyoshi Kumakiri             |
| 2015 | Trei povești de iubire            | Ryōsuke Hashiguchi             |
| 2016 | Noul Godzilla                     | Hideaki Anno și Shinji Higuchi |
| 2017 | Hanagatami                        | Nobuhiko Obayashi              |
| 2018 | O afacere de familie              | Hirokazu Kore-eda              |
| 2019 | Mitsubachi to enrai               | Kei Ishikawa                   |